# Thiago Monteiro (Tennisspieler)
Thiago Monteiro (* 31. Mai 1994 in Fortaleza) ist ein brasilianischer Tennisspieler.

## Karriere
Monteiro begann mit acht Jahren mit dem Tennisspielen und spricht neben Portugiesisch Spanisch und Englisch. Er spielt hauptsächlich auf der Future Tour und der ATP Challenger Tour; auf Ersterer gewann er bislang fünf Titel im Einzel und zwei Titel im Doppel. Auf der Challenger Tour gewann er 2016 das Turnier in Aix-en-Provence.
2016 kam er in Rio de Janeiro bei den Rio Open 2016 durch eine Wildcard zu seinem Debüt auf der ATP World Tour. Er besiegte in der ersten Runde überraschend den Top-10-Spieler Jo-Wilfried Tsonga mit 6:3, 3:6, 6:4. In der nächsten Runde unterlag er Pablo Cuevas in zwei Sätzen. Eine Woche später nahm er erneut mit einer Wildcard am Turnier in São Paulo, den Brasil Open teil. Dort überraschte er erneut durch Siege über den Sandplatzspezialisten Nicolás Almagro und gegen Daniel Muñoz de la Nava, ehe er erneut an Pablo Cuevas scheiterte, der wie in der Vorwoche das Turnier gewann. Ebenfalls 2016 debütierte er für die brasilianische Davis-Cup-Mannschaft.

## Erfolge
| Legende (Anzahl der Siege)  |
| Grand Slam                  |
| ATP World Tour Finals       |
| ATP World Tour Masters 1000 |
| ATP World Tour 500          |
| ATP World Tour 250          |
| ATP Challenger Tour (9)     |

### Einzel

#### Turniersiege
| Nr. | Datum              | Turnier            | Belag | Finalgegner          | Ergebnis        |
| --- | ------------------ | ------------------ | ----- | -------------------- | --------------- |
| 1.  | 8. Mai 2016        | Aix-en-Provence    | Sand  | Carlos Berlocq       | 4:6, 6:4, 6:1   |
| 2.  | 27. Januar 2019    | Punta del Este (1) | Sand  | Facundo Argüello     | 3:6, 6:2, 6:3   |
| 3.  | 13. Juli 2019      | Braunschweig       | Sand  | Tobias Kamke         | 7:66, 6:1       |
| 4.  | 27. Oktober 2019   | Lima II            | Sand  | Federico Coria       | 6:2, 6:77, 6:4  |
| 5.  | 2. Februar 2020    | Punta del Este (2) | Sand  | Marco Cecchinato     | 7:63, 6:76, 7:5 |
| 6.  | 26. September 2021 | Braga              | Sand  | Nikola Milojević     | 7:5, 7:5        |
| 7.  | 10. Juli 2022      | Salzburg           | Sand  | Norbert Gombos       | 6:3, 7:62       |
| 8.  | 25. September 2022 | Genua              | Sand  | Andrea Pellegrino    | 6:1, 7:62       |
| 9.  | 8. Oktober 2023    | Campinas           | Sand  | Camilo Ugo Carabelli | 3:6, 6:4, 6:4   |

## Abschneiden bei Grand-Slam-Turnieren

### Einzel
| Turnier         | 2016 | 2017 | 2018 | 2019 | 2020 | 2021 | 2022 | 2023 | 2024 | 2025 | Karriere |
| --------------- | ---- | ---- | ---- | ---- | ---- | ---- | ---- | ---- | ---- | ---- | -------- |
| Australian Open | —    | 1    | Q1   | Q3   | 1    | 2    | 1    | 1    | —    | 1    | 2        |
| French Open     | Q1   | 2    | Q1   | 1    | 3    | 2    | Q1   | 1    | 1    | 1    | 3        |
| Wimbledon       | Q1   | 2    | Q1   | 1    |      | 1    | 1    | 1    | 1    | Q1   | 2        |
| US Open         | Q1   | 1    | Q2   | 1    | 1    | 1    | 2    | Q1   | 1    |      | 2        |

Zeichenerklärung: S = Turniersieg; F, HF, VF, AF = Einzug ins Finale / Halbfinale / Viertelfinale / Achtelfinale; 1, 2, 3 = Ausscheiden in der 1. / 2. / 3. Hauptrunde; Q1, Q2, Q3 = Ausscheiden in der 1. / 2. / 3. Qualifikationsrunde; nicht ausgetragen

### Doppel
| Turnier         | 2021 | 2022 | 2023 | 2024 | Karriere |
| --------------- | ---- | ---- | ---- | ---- | -------- |
| Australian Open | AF   | 2    | 1    | —    | AF       |
| French Open     | —    | —    | 1    | —    | 1        |
| Wimbledon       | 2    | —    | 1    | 1    | 2        |
| US Open         | 2    | 1    | —    | 2    | 2        |